# Pleurothallis bocainensis
Pleurothallis bocainensis là một loài thực vật có hoa trong họ Lan. Loài này được Porto & Brade miêu tả khoa học đầu tiên năm 1938.